# 赤塚不二夫
赤塚不二夫（日语：／ Akatsuka Fujio，1935年9月14日—2008年8月2日），日本漫畫家，血型A型。本名為赤塚藤雄，發音和其筆名赤塚不二夫相同。1956年以《超越暴風》出道，後在1977年榮獲第26回日本漫畫家協會文部大臣賞，其最著名作品包含《小松君》、《天才妙老爹》、《甜蜜小天使》等。

## 个人经历
出生於滿州國熱河省灤平縣（今中國河北省承德市）。
1946年返回母親的故鄉日本奈良縣大和郡山市。1948年接觸了手塚治虫的搞笑漫畫《Lost World》之後立志成爲一名漫畫家，1956年以貸本漫畫出道，之後搬到了東京都豐島區的常盤莊居住。此後開始以漫畫雜誌為發表舞台，從此走上職業漫畫家之路。1962年在《週刊少年Sunday》連載《小松君》，一躍成爲了人氣漫畫家，並憑藉該作穫得了1964年的小學館漫畫賞。其中漫畫中較為創新的搞笑姿勢「謝——（シェー）」因此成日本60年代最流行的標誌性動作。
1967年，其代表作《天才妙老爹》在《週刊少年Magazine》發表，使其成爲了日本漫畫界的戲劇天王；該作於1971年改編成電視動畫，於1972年獲得文藝春秋漫畫賞，時至今日仍受到日本國人喜愛，被譽為「搞笑漫畫之王」（日语：ギャグ漫画の王様）。
1992年，由於身體健康狀況惡化而逐漸淡出漫畫界，1997年獲第26回日本漫畫家協會獎文部大臣獎，2002年在被診斷為腦出血後，徹底退出漫畫界，並於2003年在東京都青梅市開設「青梅赤塚不二夫會館」。
2008年8月2日，赤塚不二夫因肺炎在東京都文京區順天堂醫院去世，享壽72歲。在赤塚的葬禮上，藤子不二雄Ⓐ（安孫子素雄）則擔任葬禮主席，並在8月6日和次日在東京中野區寶仙寺舉行告別式。包括其家人、漫畫出版商、藝人、粉絲在內約1200人參加了告別儀式。
身後，2009年，赤塚不二夫追獲第五回東京國際動畫博覽會功勞獎。。

## 主要作品
- 《小松君》（おそ松くん）

1962-1969年間連載，1988年動畫版在JET TV首播時譯為「小松君」。
動畫版第一作由Studio·Zero製作，此後於1988年由Studio_Pierrot製作第二作，2015年10月，開始於東京電視系首次在深夜時段播放動畫原創的第三作《阿松》。
- 《天才妙老爹》(天才バカボン）

1967-1991年間連載，已五次被製作成TV動畫，另製作劇場動畫和電視劇版本。
1990年動畫版由群英社取得臺灣代理權。1990年動畫版在JET TV首播時譯為「平成天才」。
- 《甜蜜小天使》（ひみつのアッコちゃん）

1962年6月－1969年12月間連載，動畫版則交由東映動畫製作，1969年1月起開始播出，並陸續製作第二作與第三作動畫。
- 《猛烈阿太郎（日语：もーれつア太郎）》

1967年-1970年連載，曾兩度動畫化。
- 《奇怪的孩子（日语：へんな子ちゃん）》

1967年9月號－1969年8月，1991年1月－1994年8月間連載。
- 《来拉贡吧（日语：レッツラゴン）》

於1971年第37期至1974年第29期連載。
- 《堵嘴游擊隊（日语：ギャグゲリラ）》

於1972年10月16日至1982年12月23日在《周刊文春》連載。

## 外部連結
- 赤塚不二夫製作公司 （页面存档备份，存于） （日語） & （英文）
- 赤塚不二夫官方網站 （页面存档备份，存于） （日語）
- フジオプロ【公式】的X（前Twitter）
- 赤塚不二夫公認サイト これでいいのだ!!的X（前Twitter）
- 天才バカボンいまの赤塚さんに会う・・・（祖父江慎による紹介）-ほぼ日刊イトイ新聞
- スポニチ Sponicni Annex 芸能 赤塚不二夫さん記事集[]
- 漫画家たちの熱烈オーエン宣言 赤塚不二夫氏
- 赤塚不二夫 - NHK人物録

- 現代のお仕事 様々な大人たち